# Sakti
Sakti fou un estat tributari protegit a l'Índia central, Províncies Centrals, amb una superfície de 357 km² rodejat pel districte de Bilaspur a l'oest, i per l'estat de Raigarh a l'est. La capital era Sakti (1.791 habitants el 1901); al nord de l'estat hi havia la serralada de Korba i sota la plana de Chhattisgarh cap al sud.
La població el 1901 era de 22.301 habitants amb 122 pobles. El 1931 la població era de 48.489 habitants. la majoria de la població eren gonds i kawars. La llengua general era el dialecte chhattisgarhi del hindi. Els ingressos el 1904 eren de 38.000 lliures i el tribut era de 1.300 rupies. El sobirà de l'estat tenia la propietat de 10 pobles al districte de Bilaspur.
El principat estava governat per rages gonds, que segons la llegenda descendien de dos germans bessons que foren soldats del raja de Sambalpur, però només disposaven d'espases de fusta; el raja se'n va assabentar i els va voler castigar per utilitzar armament tan poc eficaç i els va ordenar sacrificar el búfal en el següent festival de Dasahra; els germans, informats de l'orde del raja, es van amoïnar però la deessa Devi se'ls va aparèixer en un somni i els va dir que tot aniria bé; va arribar el dia en què havien de matar el búfal d'un cop amb les seves espases, i ho van aconseguir d'un sol cop; el raja els va felicitar i els va preguntar quina recompensa volien; ells van demanar tanta terra com hi hagués dins de les línies que marquessin caminant durant tot un dia; el raja els va concedir pensant que seria poca terra, però la distància caminada per ambdós fou la que va conformar l'estat de Sakti, que els seus descendents van mantenir. Les espases de fusta es van conservar en la família i són adorades al festival de Dasahra. El sobirà Ranjit Singh fou deposat del seu poder el 1875 per greu opressió i intent d'ostentar falses representacions per mitjà de documents falsificats; el govern britànic va assolir la direcció de l'estat fins que el 1892 el va reintegrar a Rup Narayan Singh, el fill gran del deposat, però sota la guia d'un conseller i diwan nomenat pels britànics; aquesta restricció fou aixecada per un temps, però restaurada el 1902. Un agent polític representava al govern britànic a l'estat, dependent del comissionat de Chhattisgarh.

## Llista de ranes
- Rana Rudra Singh
- Rana Udai Singh
- Rana Kiwat Singh
- Rana Kagan Singh
- Rana Kalandar Singh ?-1837
- Rana Ranjit Singh 1850-1875
- Interregne (administració britànica) 1875-1892
- Rana Rup Narayan Singh 1892-1914 (fill de Ranjit Singh)
- Rana Bahadur Leeladhar Singh 1914-1948